# Coolgardie (ort)
Coolgardie är en ort i Australien. Den ligger i kommunen Coolgardie och delstaten Western Australia, omkring 520 kilometer öster om delstatshuvudstaden Perth. Antalet invånare är 802.
Trakten runt Coolgardie är nära nog obefolkad, med mindre än två invånare per kvadratkilometer.. Det finns inga andra samhällen i närheten. 
Omgivningarna runt Coolgardie är i huvudsak ett öppet busklandskap. Genomsnittlig årsnederbörd är 414 millimeter. Den regnigaste månaden är januari, med i genomsnitt 74 mm nederbörd, och den torraste är april, med 14 mm nederbörd.